# Divalinga arabica
Divalinga arabica is een tweekleppigensoort uit de familie van de Lucinidae. De wetenschappelijke naam van de soort is voor het eerst geldig gepubliceerd in 1994 door Dekker & Goud.